# Jazz Connection
Jazz Connection is een jazzband uit de Nederlandse stad Breda die swing, jive en jazz speelt.

## Geschiedenis
De Band Jazz Connection is in 1990 gestart op initiatief van de Bredase saxofonist en klarinettist Rob Henneveld samen met drie leden van de Bredase Hot Shower Jazz Band, zijnde Jurgen Feskens (trompet), Marcel de Roy (trombone) en Rene Vreugde (drums). De andere twee leden van het eerste uur waren bassist Hans de Vos en Menno Radema, een pianist uit Middelburg. Een maand na de eerste repetitie op 1 april 1990, speelde de band tijdens het Bredase Jazzfestival op het nachtconcert op de Havermarkt.
Ter ere van het 20-jarig bestaan van de band is er opnieuw in Breda een live-CD opgenomen, ditmaal met als gastzangeres Chris Peeters. Het is een eerbetoon aan Louis Prima, geboren in 1910, die in 2010 herdacht en gevierd werd. Eind 2010 is de CD officieel uitgebracht en gepresenteerd tijdens een live-radio optreden bij Omroep Brabant.
De band heeft op 29 maart 2015 haar 25-jarig bestaan gevierd in "hometown" Breda met de relase van haar zesde album "Everybody Get Together". Op deze CD staat de muziek centraal van de Honkersperiode zoals Wynonie Harris, Tiny Bradshaw en Teddy Brannon.

## Bezetting
Hans de Vos verliet de groep na een jaar en werd opgevolgd door Rens Lemaire die een jaar later wegging om in dienst te treden bij de band van Guus Meeuwis. Rens Lemaire is op zijn beurt opgevolgd door bassist Bart Wouters die tevens zanger van de band is. Trombonist Marcel de Roij stapte eind 1994 uit de band en werd opgevolgd door trombonist Peter van Steen. In de periode 1995-2003 heeft de bezetting van de band nog een paar wisselingen gekend. Kees van Zijp nam plaats achter de piano. Rene Vreugde (drums) werd wegens drukte twee jaar lang vervangen door Jasper van Hulten, Wouter Hamel, Sensual, Abel en Eric Vloeimans, en werd uiteindelijk definitief opgevolgd door Ad Hoendervangers. Rond diezelfde tijd nam zangeres Jessica van Oeveren, die in al die jaren regelmatig met de band meezong, definitief afscheid van de band. Sinds die tijd treedt de band op in een nagenoeg ongewijzigde bezetting met als zangers Bart Wouters en Jurgen Feskens. Kees van Zijp verliet de band in 2007 omdat het drukke schema van Jazz Connection niet meer te combineren was met zijn werk. Hij werd opgevolgd door Bart Maassen (neef van twee bekende Bredase pianisten, Joep Peeters en Harry Kanters). In 2018 kwam er een vacature voor de drummer. Eerst tijdelijk ingevuld door Han Wouters (o.a. Rob de Nijs en Jan Smit) en in 2019 definitief vervuld door Robbert van Kalmthout.
Gedurende haar bestaan waren diverse musici te gast bij Jazz Connection, onder anderen Andy Cooper (UK), Frits Landesbergen en Angela van Rijthoven.

## Genre
De muziek van Jazz Connection heeft zich in de loop der jaren door een veranderende bezetting verder kunnen ontwikkelen. Bij aanvang lag de nadruk op mainstream jazz, met dixieland, jive, latin en zelfs soulinvloeden. De band ontwikkelde in die jaren langzaam een eigen sound met soms ook met eigen stukken. In de laatste vijf jaar is de muzikale nadruk steeds meer komen te liggen op de klassieke jive- en swingmuziek. En dan met name de muziek van de Louis: Louis Prima, Louis Jordan en Louis Armstrong.

## Optredens
De band speelt sinds 1990 bijna elk jaar op het Breda Jazz Festival. Daarnaast speelde de band op allerlei jazzfestivals in Nederland en er werd geregeld opgetreden in België en Duitsland. Ook werd er meerdere malen door Groot-Brittannië, Polen, Zwitserland (waaronder het beroemde JazzAscona), Bulgarije en Denemarken getoerd. In 2011 en 2019 speelde de band op het Dresden Dixieland Jazz Festival met 500.000-700.000 bezoekers. Eind 2013 maakte Jazz Connection een tournee door China (o.a. Macao Jazz Club) en Maleisië (Penang Island International Jazz Festival). Ook gaf de band dat jaar optredens in Afrika. In 2014 volgde Zuid-Korea met optredens op in Seoul Music Festival en het Jarasum International Jazz Festival. Jazz Connection maakte in 2015 een tournee door Bulgarije en Servië met onder andere optredens tijdens Bansko International Jazz Festival en Nisville International Jazz Festival. Beide optredens werden uitgezonden op de nationale televisie. Bij het optreden in Nisville waren 10.000 toeschouwers aanwezig. Na 2015 volgden tournees naar Rusland (St. Petersburg), Egypte (Caïro) en meerdere malen Engeland, Frankrijk (o.a. jazzclub Caveau de la Huchette Parijs) en Denemarken.

## Albums
- Saturday Night & Gloomy Sunday (1999), Sam Sam Music.
- Riverman (2003), Oops Records.
- A Morrison Feeling (2006), Oops Records.
- Live in Holland (2008), Oops Records.
- Much Too Young To Lose My Mind (2010), Oops Records.
- Single and video clip song Good Morning Judge (2013), Oops records.
- Everybody Get Together (2015), Oops records